# Tata Open 2004
Il Tata Open 2004 è stato un torneo di tennis giocato sul cemento.
È stata la 9ª edizione del Maharashtra Open,
che fa parte della categoria International Series nell'ambito dell'ATP Tour 2004.
Si è giocato al SDAT Tennis Stadium di Chennai in India, dal 5 gennaio al 12 gennaio 2004.

## Campioni

### Singolare
Carlos Moyá ha battuto in finale  Paradorn Srichaphan con il punteggio di 6–4, 3–6, 7–6 (7-5)

### Doppio
Rafael Nadal /  Tommy Robredo hanno battuto in finale  Jonathan Erlich /  Andy Ram con il punteggio di 7–6 (7-3), 4–6, 6–3